# 赫尔曼·格茨
赫尔曼·古斯塔夫·格茨（德語：Hermann Gustav Goetz；1840年12月7日—1876年12月3日），德国作曲家。生于东普鲁士柯尼斯堡，在柏林学习，1863年到瑞士工作，任批评家和指挥，并结识了勃拉姆斯，1876年因肺结核逝世。格茨是浪漫主义中期比较重要的德国作曲家之一，作品受门德尔松和舒曼的影响较大，虽风格较为保守，但具有旋律优美流畅，结构工整，抒情性强的特点，在当时相当受欢迎，其喜歌剧《驯悍记》以及钢琴协奏曲，小提琴协奏曲等作品现在还时有演出。

## 外部連結
- 互联网档案馆中赫尔曼·格茨的作品或与之相关的作品
- 赫尔曼·格茨的免费乐谱，由国际乐谱典藏计划提供
- . . 1905.